# Општина Плопу (Прахова)
Плопу (рум. Plopu) општина је у Румунији у округу Прахова.
Oпштина се налази на надморској висини од 205 m.